# Бано, Икбаль
Икбаль Бано (урду اقبال بانو‎;
27 августа 1935, Дели — 21 апреля 2009, Лахор) — пакистанская певица XX века. Исполняла полуклассические газели, классические тумри на языке урду, а также озвучивала песни во многих фильмах 1950-х годов.

## Биография
Икбал Бано родилась в 1935 году в Дели. С юных лет у неё проявилась любовь к музыке. Её отец, по совету друга, отдал учиться в классическую музыкальную школу «Дели Гхарана». Там, под руководством Устада Чанда Хана, она изучала индийские классические жанры песен — тумри и дадра. После окончания школы, получила направление на работу в Всеиндийское радио в Дели, где исполняла песни по радио.
В 1952 году в возрасте 17 лет вышла замуж за землевладельца из Пакистана. Икбаль переехала жить к мужу в город Мултан. Муж не мешал её певческой карьере, а наоборот — поощрял и поддерживал. В 1950-х годах стала известна благодаря исполнению саундтреков к фильмам языке урду, известные из которых: Gumnaam (1954), Qatil (1955), Inteqaam (1955), Sarfarosh (1956), Ishq-e-Laila (1957) и Nagin (1959). Её дебютный публичный концерт состоялся в 1957 году на культурном мероприятии организации Совет искусств Альхамра в Лахоре.
После смерти мужа в 1970 году переезжает из Мултана в Лахор. Здесь многими музыкальными критиками было отмечено, что её темперамент и голос особенно подходят для таких вокальных жанров, как тумри, дадра и газель. Певицу пригласили на Радио Пакистан, где она исполняла классические песни.
В 1985 году Икбаль Бано на концерте в Лахоре, «когда страна была на пике репрессий» диктатуры Мухаммеда Зия-уль-Хака, в знак протеста против военной диктатуры исполнила песню «Мы встретим день» на запрещенное стихотворение Фаиза Ахмада Фаиза, который сам находился в тюрьме, а его работы были запрещены. Пятьдесят тысяч зрителей подхватили припев «Inqilab Zindabad!» (Да здравствует революция!).
Она считалась специалистом в исполнении газелей Насира Казми. Также пела персидскую поэзию, её песни стали популярными в Иране и Афганистане. В 1979 году приглашают на ежегодную культурную ярмарке Джашн-е-Кабул в Афганистане.
Икбал Бано была награждена правительством Пакистана премией Pride of Performance в 1974 году за выдающиеся достижения в области классической музыки.
21 апреля 2009 года после непродолжительной болезни, в возрасте 74 лет, Икбал Бано умерла в Лахоре, Пакистан.